# Campionati italiani assoluti di scherma del 1921
I Campionati italiani assoluti di scherma del 1921 sono stati organizzati dalla Federazione Italiana Scherma.
Nel fioretto, si è aggiudicato il titolo dei campionati italiani Oreste Puliti, che ha vinto anche la competizione nella sciabola. Per lo schermidore livornese si è trattata della prima affermazione in entrambe le specialità.
Il titolo della spada è andato a Paolo Thaon di Revel, che ha vinto per la seconda volta dopo l'edizione del 1920..

## Podi

### Uomini
| Specialità  | Oro                  | Argento | Bronzo |
| Individuali |                      |         |        |
| Fioretto    | Oreste Puliti        | -       | -      |
| Spada       | Paolo Thaon di Revel | -       | -      |
| Sciabola    | Oreste Puliti        | -       | -      |